# Heuliez Friendly
La Friendly est un prototype de voiture électrique développé par le groupe automobile Heuliez.

À la suite de la scission de Heuliez en deux sociétés distinctes et indépendantes : (« Heuliez » pour la sous-traitance industrielle ; « Mia Electric » pour la conception et production d'automobiles électriques) en 2010, le modèle de série, produit et commercialisé par Mia Electric, est nommé mia.